# فیلبرت بایی
فیلبرت بایی (انگلیسی: Filbert Bayi؛ زادهٔ ۲۲ ژوئن ۱۹۵۳) دونده اهل تانزانیا بود.
وی در مسابقات کشوری و بین‌المللی در مجموع برندهٔ ۳ مدال طلا، ۱ مدال نقره شده‌است.